# Osiedle Marysieńki (Poznań)

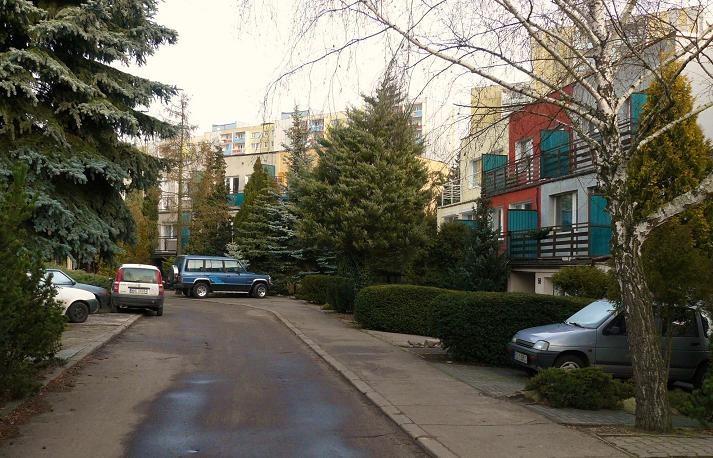
Jedna z ulic wewnętrznych

Osiedle Marysieńki – najmniejsze osiedle mieszkaniowe w obrębie Piątkowa, tworzące samorządowe „Osiedle Jana III Sobieskiego i Marysieńki” w Poznaniu. Sąsiaduje z osiedlami: Jana III Sobieskiego oraz Hulewiczów i Mateckiego. 

## Struktura zabudowy
Zabudowę tworzą wyłącznie domy jednorodzinne (w ustawieniu szeregowym), przy ulicach układających się w charakterystyczne zakola, powodujące silne wyizolowanie tej jednostki.

## Granice osiedla
Granice osiedla wyznaczają następujące ulice:
- ul. F. Stróżyńskiego
- ul. bł. Marka z Aviano
- ul. T. Mateckiego
- ul. Magnacka

## Toponimia
Na terenie osiedla znajdują się ulice:
- ul. Wiedeńska
- ul. Chocimska
- ul. Wilanowska.

Nazwy te związane są z epoką Jana III Sobieskiego.

## Komunikacja
Osiedle obsługują autobusy MPK Poznań (przystanki Os. Marysieńki i Wiedeńska).